# Helophorus nubilus
Helophorus nubilus é uma espécie de insetos coleópteros polífagos pertencente à família Hydrophilidae.
A autoridade científica da espécie é Fabricius, tendo sido descrita no ano de 1777.
Trata-se de uma espécie presente no território português.